# Lagoa do Carro
Lagoa do Carro es un municipio brasileño del estado de Pernambuco. Tiene una población estimada al 2020 de 18 252 habitantes.

## Historia
La Cámara de Nazaré en sesión del 18 de julio de 1834 crea el distrito de Lagoa do Carro.
La Ley Provincial 1931, del 11 de septiembre de 1928, instituye el municipio de Floresta dos Leões, desglosado de los municipios de Nazaré y de Paudalho, constituido por los distritos de Carpina y Lagoa do Carro.
La Ley Provincial 4949, del 20 de diciembre de 1963, crea el municipio de Lagoa do Carro, desglosado del de Carpina. Sin embargo el nuevo municipio no se instaló.
Ley Provincial 10619, de 1 de octubre de 1991 crea, una vez más, el municipio de Lagoa do Carro.

## Etimología
En consonancia con la población, el nombre de la ciudad tendría origen en la historia de que un carro de bueyes habría caído en sus aguas, dando nombre al poblado, que más tarde originó el municipio.

## Turismo
En Lagoa do Carro está localizado el mayor museo particular de cachaza de Brasil, el Museu da Cachaça, inaugurado en 10 de diciembre de 1998 por el empresario José Moisés de Moura, que es considerado el mayor coleccionador de cachaza del mundo.